# Porona dissimilis
Porona dissimilis är en fjärilsart som beskrevs av William Schaus 1901. Porona dissimilis ingår i släktet Porona och familjen mätare. Inga underarter finns listade i Catalogue of Life.